# Trinity Seven
Trinity Seven (トリニティセブン 7人の魔書使い, Toriniti Sebun: Shichi-nin no Masho Tsukai) est un manga écrit par Kenji Saitō et dessiné par Akinari Nao. Il est prépublié depuis décembre 2010 dans le magazine Monthly Dragon Age publié par l'éditeur Fujimi Shobo et a été compilé en trente-deux tomes en mars 2025. La version française est éditée par Panini Manga depuis novembre 2013.
Une adaptation en série télévisée d'animation produite par le studio Seven Arcs est diffusée entre octobre et décembre 2014. Dans les pays francophones, elle est diffusée en simulcast par Crunchyroll. Deux films d'animation, intitulés Trinity Seven the Movie: The Eternal Library and the Alchemist Girl et Trinity Seven: Heavens Library & Crimson Lord, sont sortis en 2017 et 2019, respectivement.

## Synopsis
Kasuga Arata est un adolescent qui vit seul avec sa cousine et amie d'enfance, Hijiri. En découvrant que cette vie n'est en réalité que la création d'un mystérieux grimoire, que le monde dans lequel il vivait a été détruit et que Hijiri a disparu, Arata décide de rejoindre l'académie Biblia afin de devenir lui-même mage et sauver sa cousine. Ainsi les Trinity Seven, les plus puissantes mages de l'école, voient-elles le pire pervers qu'elles auront connu intégrer l'académie et sont contraintes de lui enseigner la magie, pour le meilleur et pour le pire.

## Personnages
Arata Kasuga (春日 アラタ, Kasuga Arata)
Voix japonaise : Yoshitsugu Matsuoka
Protagoniste de l'histoire, Arata est un aspirant Mao (Maître Magicien démoniaque). On ignore tout des Mao à part le fait que le Mao est censé détruire le monde. Il sera d'une grande aide pour les Trinity Seven. Il choisit de s'accorder avec l'archive magique du péché d'orgueil, Superbia, et d'activer Imperia, le thème du contrôle. Son grimoire est le légendaire Manuscrit d'Astil (ou Sora pour les intimes), qui peut notamment communiquer avec les humains et prendre une forme humaine. Le manuscrit d'Astil est farceur et toujours prête à aider son maître dans ses plans pervers envers les Trinity Seven. Elle aime qu'on l'appelle "Sora".
Après s'être partiellement transformé en Mao, dans une dimension créée par Hijiri, Arata acquiert le contrôle de d'un second grimoire légendaire, le Tome de l'Illiade. Pouvant également communiquer avec les humains et prendre forme humaine, le Tome de l'Illiade est cependant beaucoup plus réservée que le manuscrit d'Astil. Elle aime qu'on l'appelle Illia.
Il récupère également l'une des armes du Mao, l'épée de l'empereur noir Judecca, pendant l'arc de la bibliothèque flottante.
Lilith Asami (浅見 リリス, Asami Ririsu)
Voix japonaise : Yumi Hara
Professeur à l'académie Magus, elle fait partie des Trinity Seven. C'est elle qui accueillera Arata lors de son arrivée dans l'école. Son archive est Luxuria la luxure et son Magus Mode Outer Alchemy, l’alchimie. Elle peut matérialiser des armes à feu tirant des balles magiques. Elle éprouve des sentiments très forts pour Arata, même si elle essaie (vainement) de le cacher. Elle est la fille du Trinity Abyss, qui apparait dans l'arc de la bibliothèque flottante du manga.
Arin Kannazuki (神無月 アリン, Kannazuki Arin)
Voix japonaise : Aya Uchida
Ressemblant fortement à Hijiri, elle est l'une des Trinity Seven. Elle se prétend épouse de l'aspirant Mao qui n'est d'autre qu'Arata. Elle n'a aucune honte devant lui et l'appelle « mon mari ». Son archive est Ira la colère, son thème principal Ruina, son Magus Mode est Chaotic Rune et elle utilise la lance légendaire Gae Bolga. Arin prouve son amour pour Arata en l'appelant "Danna-sama" qui signifie "Mon époux" en japonais.
Hijiri Kasuga (春日 聖, Kasuga Hijiri)
Voix japonaise : Ayaka Suwa
Hijiri est l’amie d'enfance et cousine d'Arata. Elle a soudainement disparu devant Arata, ce qui sera le fil conducteur de l'histoire et le but du héros, qui sera de la retrouver. Hijiri adore Arata, au point qu'elle tente de le tuer pour le faire ressusciter dans un monde où ils pourront vivre heureux. Elle avait passé des contrats avec les deux manuscrits légendaire : Sora et Illia.
On la retrouve plus tard en tant que sorcière appartenant au groupuscule maléfique Iscariot. Comme Arin, elle utilise l'archive Ira, mais de manière beaucoup plus poussée  car elle peut faire appel à la Parure de son archive : Satan. Elle possède des composants Mao.
Levi Kazama (風間 レヴィ, Kazama Revi)
Voix japonaise : Ayane Sakura
Appartenant aux Trinity Seven, elle est une ninja et son archive est Invidia l'envie et son Magus Mode est Chamanic Spell. Il est très difficile de la cerner vue qu'elle essayera plusieurs fois d'aider Arata dans ses projets pervers.
Mira Yamana (山奈 ミラ, Yamana Mira)
Voix japonaise : Yoko Hikasa
À la tête de la sécurité de l'école, elle semble d'abord hostile envers Arata puis elle va finir par s'attacher à lui et à éprouver des sentiments très forts envers lui mais comme son archive est Superbia elle persiste à le nier. Son thème est Justitia, la justice, et elle manie une boule de cristal qui lui permet de dévier presque n'importe quel sort la ciblant.
Akio Fudô (不動 アキオ, Fudō Akio)
Voix japonaise : Ryoka Yuzuki
Inséparable de Mira, mais également plus âgée (Mira l'appelle senpai), elle s'occupe aussi de la sécurité de l'établissement scolaire. Son archive est Gula, la gourmandise et son Magus Mode est le Enchanted Mantra. Akio considère Arata comme son petit frère.
Yui Kurata (倉田 ユイ, Kurata Yui)
Voix japonaise : Rie Murakawa
Également membre des Trinity Seven, elle voit Arata comme son grand frère même si elle semble amoureuse de lui. Elle fait une première apparition remarquée en sauvant Arata lors du phénomène destructif causé par Aline. Son archive est Avaritia, l'avarice et son Magus Mode est Arch Symphony.
Elle a une apparence différente dans le monde des rêves qu'elle crée et dans le monde réel, où elle semble beaucoup plus jeune de corps et d'esprit.
Lieselotte Sherlock (リーゼロッテ シャルロック, Rīzerotte Sharurokku)
Voix japonaise : Nao Toyama
Sœur jumelle de Selina, mais aussi la dernière des Trinity Seven, elle a disparu de la bibliothèque six mois avant l'arrivée d'Arata. Son archive est Acedia, la paresse et son Magus mode est Logos Arts. Liese est une mage maléfique qui tentera à plusieurs reprises de voler la magie d'Arata en l'embrassant. Elle reviendra du côté des magiciennes après avoir été vaincue par Arata alors qu'elle avait activé son Last Crest.
Selina Sherlock (セリナ シャルロック, Serina Sharurokku)
Voix japonaise : Aya Suzuki
Sœur jumelle de Lieselotte (Liese), elle est la journaliste de l'école. Sa sœur étant prisonnière d'un autre monde, elle lui prête son corps lors des combats grâce à son appareil photo.
Master Biblia (学園長, Gakuenchō)
Voix japonaise : Shinichiro Miki
Master Biblia est le Directeur de l'académie Magus. Dans l'épisode 7, nous le voyons dire : " Seuls ceux qui ont une magie suffisamment puissante peuvent voir mon grimoire ". Le nom de son grimoire est : La Porte de Salomon (Salomon étant un Roi Démon, on peut traduire cela par la Porte du Démon.) On sait peu de choses à son sujet à part le fait qu'il soit plus pervers qu'Arata.

## Manga
Trinity Seven est un manga scénarisé par Kenji Saitō avec des dessins de Akinari Nao. Sa publication a débuté le 9 décembre 2010 dans le magazine Monthly Dragon Age. Le premier volume relié est publié par Fujimi Shobo le 7 juillet 2011, et trente-deux tomes sont sortis au 7 mars 2025. La version française est publiée par Panini Manga depuis novembre 2013.
Une série dérivée intitulée Trinity Seven: Levi Ninden (トリニティセブン　レヴィ忍伝), dessinée par Sutarō Hanao, est publiée entre novembre 2015 et décembre 2016,. Un deuxième manga intitulé Trinity Seven: Liese Chronicle (トリニティセブン　リーゼクロニクル), par Chako Abeno, est publiée entre février 2017 et juin 2018,. Une troisième série dérivée intitulée Trinity Seven: Seven Days (トリニティセブン セブンデイズ), par Misaki Mori, est publiée à partir d'août 2018. Un quatrième manga intitulé Trinity Seven: Anastasia Holy Story (トリニティセブン アナスタシア聖伝) est publié entre septembre 2019 et janvier 2021,. Une cinquième série dérivée intitulée Trinity Seven -Revision- (トリニティセブン-リヴィジョン-) est publiée entre septembre 2019 et août 2022, pour un total de trois tomes.

## Anime

### Série télévisée
L'adaptation en série télévisée d'animation est annoncée en février 2014. Elle est produite au sein du studio Seven Arcs avec une réalisation de Hiroshi Nishikiori, un scénario de Hiroyuki Yoshino et des compositions de Technoboys Pulcraft Green-Fund. La diffusion débute le 7 octobre 2014 sur TV Tokyo. Hors du Japon, la série est diffusée en simulcast par Crunchyroll,.

#### Liste des épisodes
| No  | Titre français                           | Titre japonais              | Titre japonais                                                                    | Date de 1re diffusion |
| No  | Titre français                           | Kanji                       | Rōmaji                                                                            | Date de 1re diffusion |
| --- | ---------------------------------------- | --------------------------- | --------------------------------------------------------------------------------- | --------------------- |
| 1   | Apprenti magicien, la troisième solution | 魔王候補と第三の選択        | Maō Kōho (Adominisutā) to Daisan no Sentaku (Sādo Serekushon)                     | 7 octobre 2014        |
| 2   | Enfermement et gardienne des grimoires   | 空間閉鎖と王立図書館検察官  | Kūkan Heisa (Purizun Rokku) to Ōritsu Toshokan Kensatsukan (Gurimowāru Sekyuriti) | 14 octobre 2014       |
| 3   | Magus et Alchimie                        | 魔道士と錬金術              | Madōshi (Meigasu) to Renkinjutsu (Arukemisuto)                                    | 21 octobre 2014       |
| 4   | Labyrinth et Magic Gunner                | 巨大迷宮と魔銃起動          | Kyodai Meikyū (Rabirinsu) to Majū Kidō (Majikku Gannā)                            | 28 octobre 2014       |
| 5   | Dream World et Sub-Minister              | 夢の世界と第二の魔王候補    | Yume no Sekai (Dorīmu Wārudo) to Daini no Maō Kōho (Sabu Adominisutā)             | 4 novembre 2014       |
| 6   | Dark Mage et Big Event                   | 悪の魔道士と学園襲撃        | Aku no Madōshi (Dāku Meiji) to Gakuen Shūgeki (Biggu Ibento)                      | 11 novembre 2014      |
| 7   | Lost Technica et Problem Solving         | 秘奥義と異変解決            | Hiōgi (Rosuto Tekunika) to Ihen Kaiketsu (Puroburemu Soruvingu)                   | 18 novembre 2014      |
| 8   | Study et Holiday                         | 魔道勉強と安息日            | Madō Benkyō (Sutadi) to Ansoku Jitsu (Horidei)                                    | 25 novembre 2014      |
| 9   | Bible Battle et Sweet Memory             | 魔道書戦闘と過去記憶        | Madō-sho Sentō (Baiburu Batoru) to Kako Kioku (Suīto Memorī)                      | 2 décembre 2014       |
| 10  | Game Master et Satan Slave               | 支配者と憤怒の魔人          | Shihaisha (Gēmu Masutā) to Fundo no Majin (Seitan Sureibu)                        | 9 décembre 2014       |
| 11  | Fianna Knights et Sisters                | 光輝剣士と姉妹の絆          | Kōki Kenshi (Fiana Naitsu) to Shimai no Kizuna (Shisutāzu)                        | 16 décembre 2014      |
| 12  | Criminal Girl et His World               | 聖戦少女と魔王世界          | Seisen Shōjo (Kuriminaru Gāru) to Maō Sekai (Hizu Wārudo)                         | 23 décembre 2014      |
| OVA | Trinity Seven et Leçon Spéciale !        | トリニティセブンと特別授業! | Toriniti sebun to tokubetsu jugyō!                                                | 25 mars 2015          |

### Films
Le premier film d'animation, Trinity Seven the Movie: The Eternal Library and the Alchemist Girl (劇場版 トリニティセブン -悠久図書館と錬金術少女-, Gekijō-ban Toriniti Sebun: Yūkyū Toshokan to Renkinjutsu Shōjo), est sorti le 25 février 2017,
Le deuxième film, Trinity Seven: Heavens Library & Crimson Lord  (トリニティセブン, Trinity Seven: Tenkū Toshokan to Shinku no Maō), est sorti le 29 mars 2019,.

## Light novel
Trois light novels écrits par Kenji Saito et illustrés par Akinari Nao sont publiés au Japon. Le premier tome, Trinity Seven The Novel: Night Episode and Lost Memory (トリニティセブン 7人の魔書使い The Novel 深夜挿話（ナイトエピソード） と過去記憶（ロストメモリー）), est commercialisé le 8 novembre 2014. Le deuxième, Trinity Seven The Novel: Eternal Library and Alchemist Girl (トリニティセブン 7人の魔書使い The Novel 悠久図書館と錬金術少女), le 29 décembre 2014. Le troisième est sorti le 9 janvier 2018.

## Accueil
En juin 2017, le tirage total du manga s'élève à plus de 3 millions d'exemplaires.